# Шаришка Поруба
Шаришка Поруба (слч. Šarišská Poruba) насељено је мјесто са административним статусом сеоске општине (слч. obec) у округу Прешов, у Прешовском крају, Словачка Република.

## Становништво
| Година:    | 1994. | 2004.    | 2014.    | 2024.    |
| ---------- | ----- | -------- | -------- | -------- |
| Број људи: | 372   | 428      | 582      | 718      |
| Разлика:   |       | +15,05 % | +35,98 % | +23,36 % |

| Година:    | 2023. | 2024.   |
| ---------- | ----- | ------- |
| Број људи: | 701   | 718     |
| Разлика:   |       | +2,42 % |

Према подацима о броју становника из 2024. године насеље је имало 718 становника.